# Unité urbaine de Bogny-sur-Meuse
L'unité urbaine de Bogny-sur-Meuse est une unité urbaine française centrée sur la commune de Bogny-sur-Meuse, au cœur de la huitième agglomération urbaine du département des Ardennes, située dans la région Grand Est.

## Données générales
En 2010, selon l'Insee, l'unité urbaine était composée de deux communes.
En 2020, à la suite d'un nouveau zonage, elle est composée des deux mêmes communes.
En 2022, avec 5 578 habitants, elle représente la 8e unité urbaine du département des Ardennes.

## Composition de l'unité urbaine en 2020
Elle est composée des deux communes suivantes :
| Nom                            | Code Insee | Département | Statut       | Superficie (km2) | Population (dernière pop. légale) | Densité (hab./km2) | Modifier                                    |
| ------------------------------ | ---------- | ----------- | ------------ | ---------------- | --------------------------------- | ------------------ | ------------------------------------------- |
| Bogny-sur-Meuse (ville-centre) | 08081      | Ardennes    | ville-centre | 23,16            | 4 947 (2022)                      | 214                | modifier les données · modifier les données |
| Joigny-sur-Meuse               | 08237      | Ardennes    | banlieue     | 3,86             | 631 (2022)                        | 163                | modifier les données · modifier les données |

## Évolution démographique
| 1968  | 1975  | 1982  | 1990  | 1999  | 2008  | 2013  | 2019  |
| ----- | ----- | ----- | ----- | ----- | ----- | ----- | ----- |
| 7 319 | 7 428 | 6 948 | 6 643 | 6 472 | 6 235 | 5 991 | 5 673 |

#### Données générales
- Unité urbaine
- Aire d'attraction d'une ville
- Aire urbaine (France)
- Liste des unités urbaines de France

#### Données démographiques en rapport avec l'unité urbaine de Bogny-sur-Meuse
- Aire d'attraction de Nice
- Arrondissement de Nice

#### Données démographiques en rapport avec les Alpes-Maritimes
- Démographie des Alpes-Maritimes
- Liste des unités urbaines du département des Ardennes